# Wirtschaftswoche
Die Wirtschaftswoche (eigene Schreibweise WirtschaftsWoche, abgekürzt WiWo) ist eine deutsche Wirtschaftszeitschrift, die 1926 unter dem Namen Der deutsche Volkswirt gegründet wurde. Von Mai 1943 bis zum Ende des Zweiten Weltkrieges erschien sie zusammen mit dem Wirtschaftsdienst unter dem Titel Die deutsche Volkswirtschaft.
Ab 1946 wurde sie zunächst als Frankfurter Ökonomist. Zeitung für die neue Wirtschaft weitergeführt, von 1947 bis 1949 dann als Wirtschafts- und Finanz-Zeitung und von 1949 bis 1971 unter dem Namen Der Volkswirt: Wirtschafts- und Finanz-Zeitung, in dem zudem die Zeitschrift Wirtschafts-Verwaltung (1948 bis 1949) aufging. 1971 wurde die Zeitschrift in Wirtschaftswoche, der Volkswirt, Aktionär umbenannt, in der auch der seit 1968 erschienene Aktionär aufging. Die Umbenennung in Wirtschaftswoche erfolgte schließlich 1973. 1974 ging die seit 1967 erscheinende Plus. Zeitschrift für Unternehmensführung in der Wirtschaftswoche auf.
Die Wirtschaftswoche hat ihren Redaktionssitz in Düsseldorf und wird von der Handelsblatt Media Group herausgegeben, die ihrerseits zur DvH Medien gehört. Sie erscheint wöchentlich immer freitags und ist Pflichtblatt der Wertpapierbörsen in Stuttgart, Frankfurt am Main und Düsseldorf.

## Ressorts und Büros
Die Redaktion in Düsseldorf besteht aus fünf Ressorts: Unternehmen, Technologie, Blickpunkte, Finanzen/Immobilien/Geldwoche und Management/Karriere. Die Wirtschaftswoche hat außerdem Büros in Berlin, Frankfurt, München, Peking, Tokio, Washington und im Silicon Valley.

## Chefredakteure
Als Chefredakteure der Wirtschaftswoche fungierten:
- ab 1971 Peter Sweerts-Sporck (zuvor schon Chefredakteur von Der Volkswirt),
- ab 1973 Claus Jacobi und Paul C. Martin,
- ab 1974 Hans Zinken,
- ab 1978 Karlheinz Vater, Conrad Ahlers und Horst Kerlikowski,
- ab 1979 Karlheinz Vater,[3]
- ab 1984 Wolfram Baentsch,
- ab 1991 Stefan Baron und Volker Wolff,
- 1995–2007 Stefan Baron,
- 2007–2014 Roland Tichy,
- 2014–2017 Miriam Meckel,
- 2017–2023 Beat Balzli
- seit März 2023 Horst von Buttlar.

## Auflage
Entsprechend dem allgemeinen Trend bei gedruckten Medien ging auch die Auflage der Wirtschaftswoche in den letzten Jahren deutlich zurück. Die verkaufte Auflage ist seit 1998 um 47,6 Prozent gesunken. Sie beträgt gegenwärtig 93.479 Exemplare. Das entspricht einem Rückgang von 84.803 Stück. Der Anteil der Abonnements an der verkauften Auflage liegt bei 65 Prozent.
| 1998   | 1999   | 2000   | 2001   | 2002   | 2003   | 2004   | 2005   | 2006   | 2007   | 2008   | 2009   | 2010   | 2011   | 2012   | 2013   | 2014   | 2015   | 2016   | 2017   | 2018   | 2019   | 2020   | 2021  | 2022   | 2023  | 2024  |
| ------ | ------ | ------ | ------ | ------ | ------ | ------ | ------ | ------ | ------ | ------ | ------ | ------ | ------ | ------ | ------ | ------ | ------ | ------ | ------ | ------ | ------ | ------ | ----- | ------ | ----- | ----- |
| 178282 | 182546 | 187260 | 186697 | 194486 | 186555 | 183578 | 181822 | 185990 | 188177 | 189901 | 182603 | 178042 | 174599 | 178756 | 154261 | 158289 | 133096 | 125842 | 122614 | 122033 | 117976 | 114884 | 98642 | 100329 | 86278 | 87227 |

| 1998   | 1999   | 2000   | 2001   | 2002   | 2003  | 2004  | 2005  | 2006  | 2007  | 2008  | 2009  | 2010  | 2011  | 2012  | 2013  | 2014  | 2015  | 2016  | 2017  | 2018  | 2019  | 2020  | 2021  | 2022  | 2023  | 2024  |
| ------ | ------ | ------ | ------ | ------ | ----- | ----- | ----- | ----- | ----- | ----- | ----- | ----- | ----- | ----- | ----- | ----- | ----- | ----- | ----- | ----- | ----- | ----- | ----- | ----- | ----- | ----- |
| 112254 | 112742 | 112024 | 102635 | 107199 | 98416 | 97067 | 95539 | 93350 | 92910 | 95776 | 90190 | 86855 | 85348 | 88519 | 81937 | 84856 | 79626 | 77301 | 75441 | 74163 | 71524 | 76194 | 73885 | 75698 | 63877 | 58705 |

## Rankings
Jährlich veröffentlicht die Wirtschaftswoche ein Hochschulranking. Grundlage dafür ist eine Befragung von rund 500 Personal- und Recruitingverantwortlichen durch den Employer-Branding-Spezialisten Universum Communications in Zusammenarbeit mit dem Recruiting-Dienstleister access KellyOCG. Die Personalverantwortlichen werden gefragt, welche Universitäten und Fachhochschulen die ihrer Einschätzung nach besten Studierenden in den Studienrichtungen Wirtschaftswissenschaften, Wirtschaftsingenieurwesen, Wirtschaftsinformatik, Ingenieurwesen, Informatik, Naturwissenschaften und Jura ausbilden.
2009 veröffentlichte die Wirtschaftswoche zum sechsten Mal ein Städteranking. Grundlage war eine Untersuchung der Initiative Neue Soziale Marktwirtschaft, in der die 50 einwohnerstärksten Städte Deutschlands nach rund 100 ökonomischen und strukturellen Indikatoren wie Produktivität, Bruttoeinkommen oder Investitionen bewertet wurden.
Seit dem Jahr 2010 zeichnet die Wirtschaftswoche einmal jährlich, aufbauend auf einem Jury-Votum und der Einschätzung eines Fachbeirats, Beratungsunternehmen in unterschiedlichen Kategorien als „Best of Consulting“ Firmen aus.
Im Jahr 2019 veröffentlicht die Wirtschaftswoche erstmals ein Ranking der 26 forschungsstärksten Hochschulen im deutschsprachigen Raum im Bereich BWL sowie der forschungsstärksten Professoren in diesem Bereich.
Am 2. November 2020 erschien das Wirtschaftswoche Sonderheft Nr. 1 Die 500 heimlichen Weltmarktführer: 2021. Die Publikation enthält eine Liste mit 458 deutschen Unternehmen und 53 Konzernen aus Österreich und der Schweiz. Das Ranking der deutschsprachigen Weltmarktführer wird jährlich von der Universität St. Gallen erstellt. Die Federführung obliegt dem Wirtschaftswissenschaftler Christoph Alexander Müller. In der gedruckten Liste der Weltmarktführer hat die sechste Spalte eine falsche Überschrift. Richtig ist, dass dort die Anzahl der Kontinente angegeben wird, auf denen die jeweiligen Unternehmen aktiv sind und nicht deren Weltmarktanteil in Prozent.

## WiWo Green
Seit Anfang 2013 betreibt die WirtschaftsWoche mit WiWo Green ein Portal rund um die grüne Wirtschaft. Die Themen sind neben erneuerbarer Energie und nachhaltigen Unternehmensstrategien auch Innovationen aus den Bereichen Mobilität, Megacities und Geldanlage. Die Leserzahlen des Portals wachsen im zweistelligen Prozentbereich und erreichten schon nach wenigen Monaten laut Angaben der Redaktion 200.000 Seitenabrufe pro Monat. Damit ist WiWo Green das größte Nachrichtenportal im Bereich „grüne Wirtschaft“.

## EU und Image-Kampagne
Unter Chefredakteurin Miriam Meckel nahm die Wirtschaftswoche von früherer EU- und Euro-Kritik Abstand und begann im Mai 2015 eine eigene Imagekampagne für die Europäische Union. Hierzu sollten mehrere Agenturen Werbefilme und Anzeigen für die Druck- und Online-Ausgabe produzieren. In diesen wurden u. a. EU-Kritiker unabhängig von politischer Haltung und Motivation mit Kleinkindern verglichen, welche die Welt mangels Reife und Wissen nicht zu erfassen vermögen. Meckel begründete den Schritt vor allem mit „handfesten“ Gewinnen für die Wirtschaft Deutschlands; die Kampagne sei daher „folgerichtig“.

## Gründerwettbewerb
Seit 2007 schreibt die Wirtschaftswoche gemeinsam mit Partnern wie der Werbeagentur Jung von Matt und der Wirtschaftskanzlei White & Case jährlich den mit 300.000 Euro dotierten Gründerwettbewerb aus, um Jungunternehmer zu fördern. Seit 2014 wird der Preis unter dem Titel „Neumacher Gründerpreis“ ausgeschrieben. Bisherige Gewinner waren:
- 2007 armedangels (Fairtrade Modelabel),[17]
- 2008 Suncoal (Energieunternehmen),[18]
- 2009 Chocri (Schokoladenanbieter),[19]
- 2010 Avocado Store (Marktplatz für nachhaltige Produkte),[20]
- 2011 E-Bility (Elektroroller),[21]
- 2012 meine möbelmanufaktur (Möbel nach Maß online bestellen),[22]
- 2013 Secomba mit Boxcryptor (Verschlüsselungssoftware),[23]
- 2014 Fast Forward Imaging (Automatisierte Produktdigitalisierung)[24]
- 2015 ProGlove (intelligenter Arbeitshandschuh),[25]
- 2016 Landpack (ökologische Versandverpackungen aus Stroh oder Hanf),[26]
- 2017 Lime (Medizintechnik-Start-up aus Bad Kreuznach).[27]

## Gipfeltreffen der Weltmarktführer
Seit 2010 richtet die WirtschaftsWoche gemeinsam mit dem Handelsblatt und der Akademie Deutscher Weltmarktführer das Gipfeltreffen der Weltmarktführer in Schwäbisch Hall aus. Die Veranstaltung gilt als bundesweit größtes Treffen mittelständischer Unternehmen mit globaler Spitzenstellung, den sogenannten Hidden Champions. Im Fokus stehen der persönliche Austausch zwischen Wirtschaftslenkern, Politik und Wissenschaft sowie strategische Fragestellungen zur internationalen Wettbewerbsfähigkeit des Standorts Deutschland. Das Event bietet C-Level-Netzwerkformate, Zukunftsdialoge mit Nachwuchskräften sowie ein hochkarätig besetztes Vortragsprogramm – unter anderem im Carmen Würth Forum. Neben Impulsen aus Praxis und Forschung ist das Gipfeltreffen auch eine Plattform für wirtschaftspolitische Orientierung in einem zunehmend komplexen globalen Umfeld.
Als internationales Pendant zum Gipfeltreffen in Schwäbisch Hall gilt das Internationale Weltmarktführer-Forum in Peking, das 2024 erstmals unter breiter europäischer Beteiligung stattfand. Initiiert von der Akademie Deutscher Weltmarktführer bringt es mittelständische Weltmarktführer mit politischen Entscheidungsträgern und wirtschaftlichen Institutionen aus China und Europa zusammen, um die Rolle werteorientierter Innovation im globalen Wettbewerb zu diskutieren.

## Best Office Award
Der Best Office Award (Eigenschreibweise: BEST OFFICE Award) ist ein Wirtschaftspreis, der von 2004 bis 2010 von Wirtschaftswoche und Koelnmesse im zweijährlichen Turnus anlässlich der Internationalen Fachmesse für Office und Object ORGATEC verliehen wurde. Zusammen mit dem wissenschaftlichen Partner, dem Institut für Arbeitswissenschaft der Technischen Universität Darmstadt (IAD), prämierte der Wettbewerb internationale Unternehmen für zukunftsweisende Bürokonzepte. Der BEST OFFICE Award wurde seit 2008 in zwei Kategorien vergeben. Jeweils ein Büroobjekt im Inland wie im Ausland wurde prämiert. Dabei richtete sich der Wettbewerb an alle Unternehmen unabhängig von ihrer Größe und ihrer Branche.

### Preisträger
- 2004
  - Deloitte & Touche, Düsseldorf
  - Universal Studios Networks, München
- 2006
  - BMW Werk Leipzig
  - Rehau AG + Co in Rehau
- 2008
  - Hellmann Worldwide Logistics, Osnabrück
  - Stockland Corporation, Sydney
- 2010
  - Solon SE, Berlin
  - voestalpine Stahl GmbH, Linz[33]